# Kaczyn
Kaczyn – przysiółek wsi Marzysz w Polsce położony w województwie świętokrzyskim, w powiecie kieleckim, w gminie Daleszyce.
W latach 1975–1998 przysiółek administracyjnie należał do województwa kieleckiego.